# 彭塔镇
彭塔镇，是中华人民共和国安徽省六安市霍邱县下辖的一个乡镇级行政单位。

## 行政区划
彭塔镇下辖以下地区：
隐贤村、赵圩村、松台村、高楼村、彭塔村、顺河村、金古堆村、慈佛寺村和千金田村。